# Porró

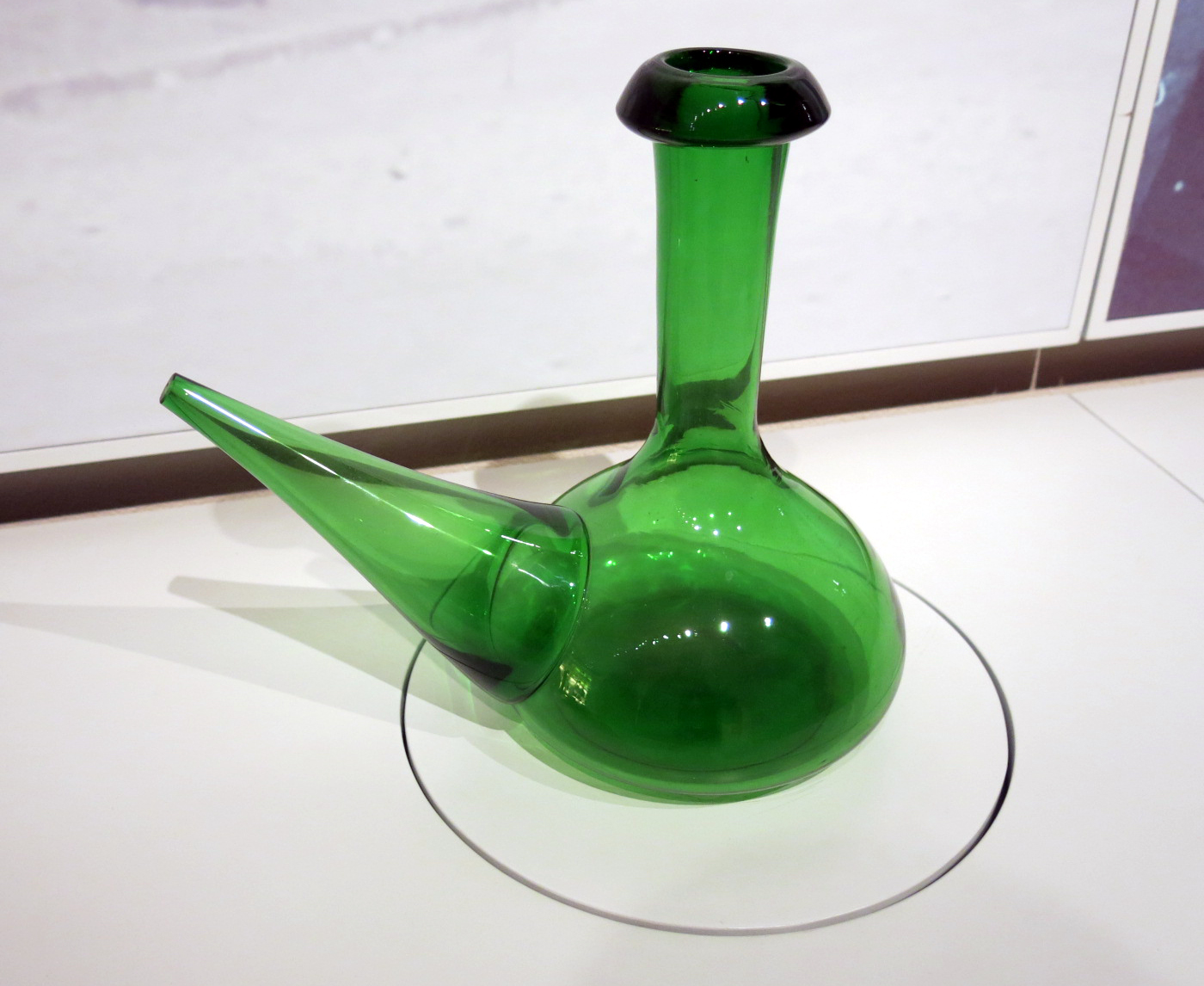
Porró al Vinseum.

Un porró és un recipient de vidre destinat a contenir i servir líquid, normalment vi.
Es caracteritza per tenir dos brocs: un de més gruixut, tradicionalment vertical però lleugerament corbat, i que serveix de mànec i també per a omplir-lo, i un altre d'inclinat i cònic per on es fa rajar el contingut i que acaba en un petit orifici pensat per a fer-ne rajar un doll prim i constant que permeti beure a galet. El broc gros també es fa servir per a servir en got, per a buidar el porró i per a netejar-lo.
L'originalitat del porró fa que sovint s'haja fet servir com un símbol tradicional de Catalunya. Així, en botigues de souvenirs se'n veuen de «típics», amb el tap cobert per una petita barretina. El porró és habitual en àpats col·lectius populars i festius ara les calçotades, caragolades, etc.

## Origen

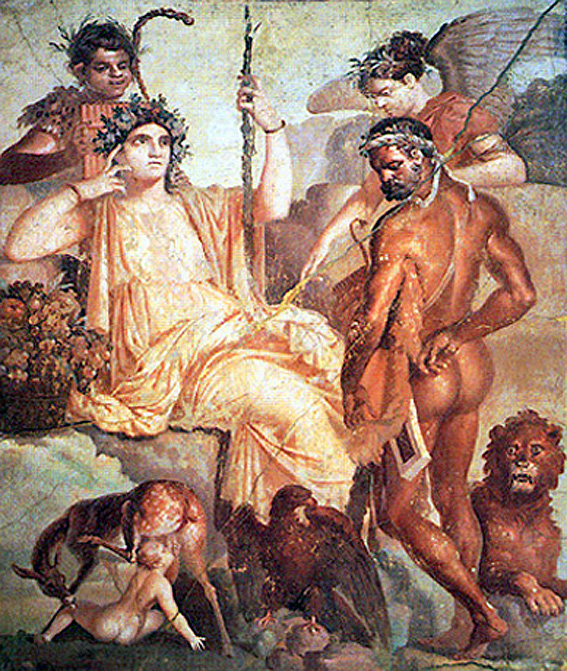
Fresc d'Herculà

El mot porró podria venir del llatí pŏrrum, és a dir, l'all porro, amb el sufix -ōne, per la semblança de la forma del bull del porro amb el cos del recipient.
En suport d'aquesta teoria, William Fordyce esmenta el 1809 que hi ha escenes dels frescos d'Herculà on hom hi pot veure personatges que beuen com els pagesos catalans.
Una variant dialectal posterior, porro, pot haver estat creada per una voluntat d'eliminar el sufix -ó interpretat com a marca de diminutiu.
Una altra hipòtesi fa procedir el nom porró del mot gascó porron, derivat afixat de polh que significa 'gall' (del llatí pullum, vegeu el diccionari Tot en gascon de Pèir Morà). En gascó, porron és com se'n diu de la tórtora i justament la forma que té el recipient recorda la d'un ocell.
L'origen del porró és almenys medieval i ja se'n fa esment en obres com L'espill de Jaume Roig. Antigament es deia meitadella. Abans es feien de terrissa.
Apareix esmentat als documents borjans d'Alexandre VI de 1493 (Chabàs):"dues escudelles trencades e un porró"
Al 2011 el diari espanyol ABC a l'article: "Diez inventos españoles que pasaron a la historia" l'esmenta com un invent català.

## Funcionament: com es beu amb porró

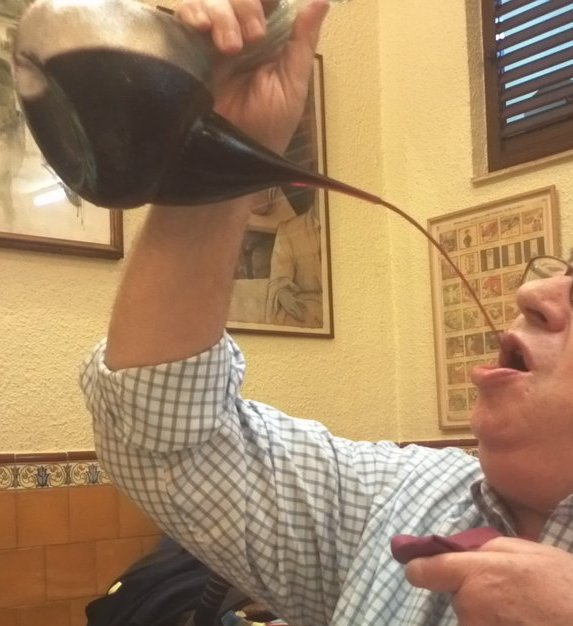
Beure en porró

El porró s'ha fet servir d'antic en àpats populars perquè té l'avantatge que els comensals se'l poden anar passant i així no cal que a taula hi hagi un got per a cadascú. La manera de beure en porró és ben senzilla:
- Amb el recipient preferiblement mig ple i lo forat prim encarat a la boca, es comença a fer-ne rajar el liquid i es va allunyant el porró a poc a poc estirant el braç. La imatge del bevedor amb el braç ben estirat bevent d'un porró ha esdevingut una imatge típica.
- Mentre la beguda va caient a la boca hom pot anar-ne empassant a petits glops sense interrupció tanta estona com es vulgui: se'n diu beure a galet. Hom pot també beure a porró més apòcrif a poc, aturant de fer rajar el porro quan la boca sigui prou plena i empassant la beguda d'una glopada.
- Segons quin vi hi hagi al porró serà més recomanable una manera de beure-hi o l'altra.

Cita del segle XIX:
| « | Si lo porró deus alçar, guarda't bé de xerricar (original amb grafia prefabriana "Si li lo porró deus alsar guardat be de xarricar" | » |

## Tipologia
- Porró pla clos de barca. Aquest nom apareix per escrit per primer cop a les Tarifes de Barcelona dels anys 1653 i 1655. Se n'han trobat molts a la Costa Brava (Begur, Palamós, Pals, etc.).[8]
- Porró pla obert
- etc.

## Mesura de capacitat
Als Països Catalans, abans de ser adoptat el litre com a unitat de mesura de volum, sobretot de líquids, hom emprava el nom de recipients de mida coneguda com per exemple càntirs o cànters (País valencià), botelles (Catalunya del Nord) o borratxel·los (Balears). A Catalunya es feia servir el porró per a mesurar quantitats de vi i de llet. Així ho fa el receptari La cuynera catalana, on les quantitats de massa sòlida s'expressen en unces i lliures. Un porró feia sempre la mateixa mesura, per bé que aquesta variava en algunes localitats. Hi ha texts farmacèutics castellans en què es parla de la "mitadella" que equivalia a un porró català, "meytadella" en català prefabrià.
Actualment els porrons es fan de mides que corresponen a divisors rodons del litre, generalment són de mig litre, de tres quarts (capacitat d'una ampolla de vi estàndard) o d'un litre.

### Divisors del porró
- 1 porró = 2 xaus[13]
- 1 porró = 4 quartins o petricons[14]
- 1 porró = 8 xicres[14]
- 1 petricó = 1/4 de porró = 250ml[14]
- 1 xicra = 1/2 petricó = 125ml[14]

### Múltiple del porró
- 1 mallal = 16 porrons

Per més informació, vegeu carga.

## Cultura popular

### Tradicions
Un dels elements singulars de les Festes de Sant Roc de la Plaça Nova, és el porró llarg. El dia de Sant Roc, 16 d'agost, a la Plaça Nova de Barcelona, després del Seguici es convida a beure amb un porró de broc petit molt llarg que en dificulta el poder beure'n a galet. És un porró de vidre clar i finíssim guarnit amb unes franges blanques en forma d'espiral. Aquesta tradició es remunta al 1830, quan el van portar a peu des de Mataró per evitar que es trenqués o s'esberlés.
Una superstició popular diu que si algú trenca per accident (sense voler) un porró i es vessa el vi que contenia, és senyal cert de bona sort. Si es trenca expressament, però, la bona sort no arribarà.
Al poble d'Abrera van existir des de mitjan segle xix fins al començament del XXI diversos hostals que lluïen uns porrons de grans dimensions que tothom en podia beure el vi sense pagar, sempre que es pogués alçar amb una sola mà. Això va fer popular a tot Catalunya el "poble dels porrons".

### Balls i danses
En una dansa tradicional que s'havia ballat a Sant Feliu de Torelló, anomenada ball del porró, un home amb un porró ple de vi balla amb una dona que du una gran coca. La parella sola ballava travessant la plaça i, al final, l'home tallava un tall de coca, se'l menjava i en acabat feia un glop de vi. Seguidament, continuava el ball amb una altra dona que duia una altra coca, i així indefinidament fins que el porró queia i es trencava. A Tosses d'Alp es feia una dansa ballada només per homes agafats de les mans i fent una rotllana que girava al so de la música d'un flabiol, quan s'aturaven la música i la rotllana, un dels balladors anava al mig i es posava a beure vi d'un porró mentre els altres cantaven una cançó tradicional específica i anaven repetint el mot ara tantes vegades com volien, sabent que en aquest temps, i fins que no diguessin la frase següent, el ballador del centre no podia aturar de beure amb el porró.

### Llengua
- Dita popular: Biberó de criatura, porró de vell
- Refrany: A Olot es diu A un porró sense vi, digues-li vidre, si es vol llevar importància a les persones o coses que no actuen[2]
- A la Ribagorça, el Maestrat i la Plana de Castelló, el porró s'empra com a eufemisme per no mencionar l'orinal[2]

### Mencions literàries
El 1809 William Fordyce conta que els pagesos catalans beuen d'aquesta manera i que ja l'havia vista en uns frescos d'Herculà.
El 1903 el porró és esmentat a les Memòries de la Société Bourguignonne de Géographie et d'Histoire de la manera següent:"La traditionnelle catalane, en castillan porron, remplie d'un vin noir très fort et sentant la peau de bouc, préside au milieu des plats"
El 1918 l'escriptor espanyol Pío Baroja escriu al Tablado de Arlequín: Un catalán de aquellos se encara con nosotros a decirnos que beber en porrón es más limpio que beber en vaso, y que si nos reímos del porrón, no sabemos lo que nos hacemos.

Al llibre Homenatge a Catalunya, George Orwell descriu el porró així:
| « | Menjàvem en taules de cavallets, molt llargues, i en plats de llauna permanentment greixosos, i bevíem amb una cosa horrible que en deien «porron». Un porró és una mena de flascó de vidre amb un braç punxegut del qual brolla un rajolí de vi cada vegada que aixeques enlaire l'estri; així pots beure a distància, sense tocar el porró amb els llavis, i el pots passar de mà en mà. Jo, de seguida que vaig veure com funcionava, allò del porró, em vaig imposar i vaig exigir un got. Als meus ulls, els porrons s'assemblaven massa als orinals de vidre per als malalts, especialment quan eren plens de vi blanc. | » |

## Recipients similars
- La «pitxella» és un recipient de ceràmica en forma de porró que es feia tradicionalment al Pirineu, de Bandaliès (Aragó) a la Cerdanya. A Piera encara se'n fan i s'exporten al Pirineu. La capacitat "de pitxell" era de dos porrons, però hi ha també pitxelles d'altres mides: de 8 porrons o una quarta, de porró i de xau o mig porró. És de forma més esvelta a l'Aragó i menys com més ens acostem a la Cerdanya.[22]
- «Mamet» de la Bisbal, de terrissa, similar a un «botijo» castellà però amb el bec cònic i llarg
- «Sitra» una mena de gerra amb un bec gros, obert per sobre (no cònic i tancat)

També servien per a beure vi la barralina, el barral, la botija, etc.

## Presència a museus
El porró és present a diverses col·leccions etnològiques catalanes. Destaca un porró doble del segle xviii conservat a la Biblioteca Museu Víctor Balaguer de Vilanova i la Geltrú.